# Polittico della pieve di Arezzo

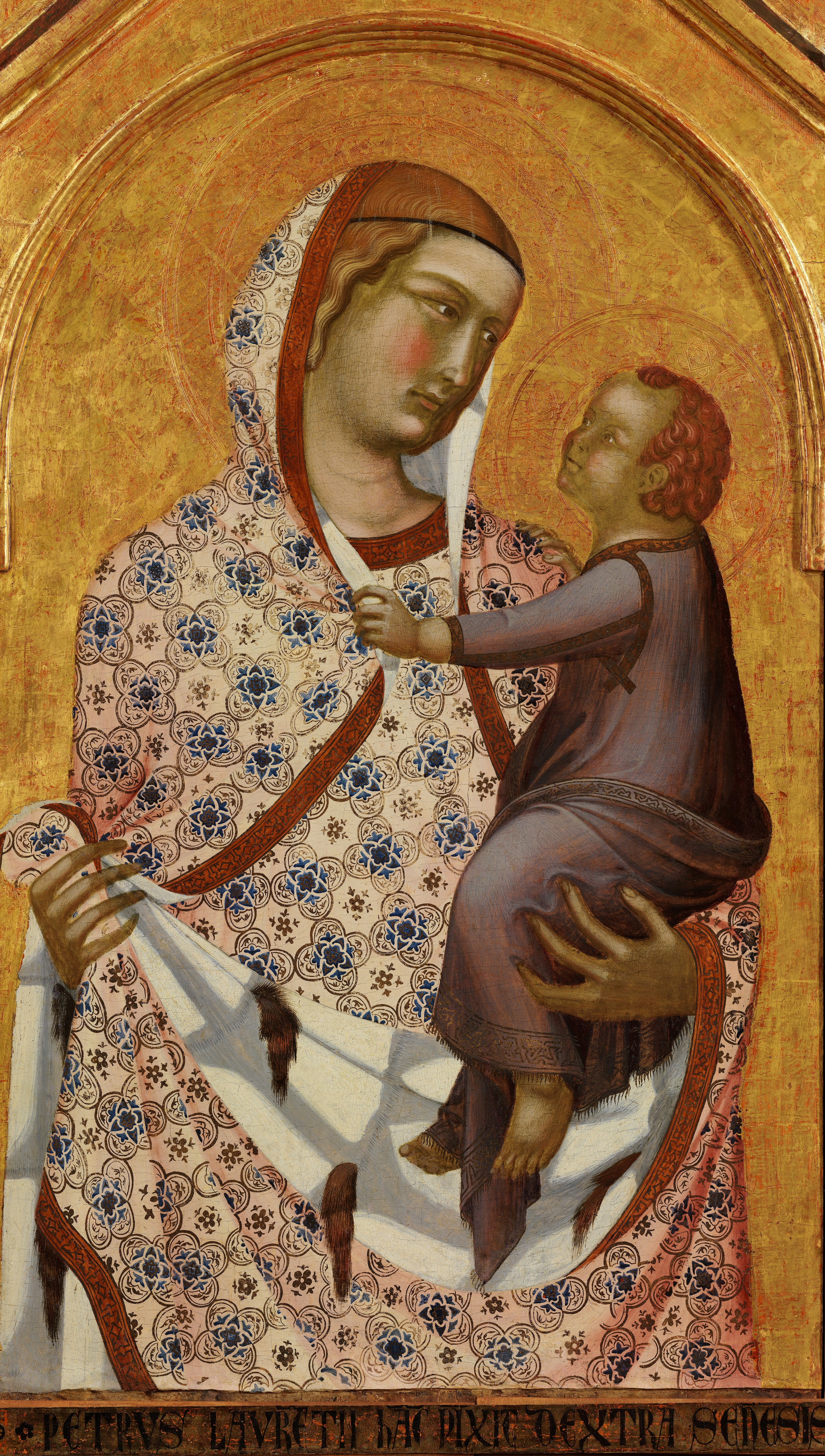
Dettaglio

Il Polittico della pieve di Arezzo o Polittico Tarlati è un'opera a tempera e oro su tavola (298x309 cm) di Pietro Lorenzetti, firmata, datata 1320 e conservata nella chiesa di Santa Maria della Pieve di Arezzo. 

## Storia
Vasari raccontò che Pietro Lorenzetti venne chiamato ad Arezzo dal vescovo Guido Tarlati per affrescare la tribuna e l'abside della pieve di Santa Maria, dipingendo dodici storie della Vergine culminanti nell'Assunzione, in cui aveva rappresentato gli apostoli a grandezza naturale, lodati come primo tentativo di "ringrandire la maniera". Queste opere, tanto apprezzate dal biografo aretino e oggi completamente perdute, valsero a Pietro la commissione per la pala d'altare, che è ancora in loco. 
Dell'opera resta il contratto di allocazione, che riporta il nome per intero del pittore: «Petrus pictor, quondam Lorenzetti qui fuit de Senis» ("Pietro del fu Lorenzetti che fu di Siena"). 
Vasari, nelle sue Vite, descrive dettagliatamente il polittico, citando anche una predella oggi scomparsa:
(Descrizione del polittico Tarlati di "Pietro Laurati" (Pietro Lorenzetti) in Le vite de' più eccellenti pittori, scultori e architettori di Giorgio Vasari.)
Vasari nutriva un particolare affetto per questa chiesa, che aveva frequentato fin da bambino, e ne diresse dei restauri nel 1560-63.
Fino al 2024, il polittico è sempre rimasto nella chiesa di Santa Maria della Pieve, eccezion fatta per i restauri. Tuttavia, per la prima volta in oltre sette secoli, l'opera è stata prestata per una mostra internazionale, "Siena: The Rise of Painting, 1300-1350", programmata al Metropolitan Museum of Art di New York dal 13 ottobre 2024 al 26 gennaio 2025 e poi alla National Gallery di Londra da marzo a giugno 2025<.

### Restauri
Il polittico è tornato sull'altare maggiore della chiesa di Santa Maria della Pieve l'8 novembre 2020 dopo 6 anni di restauro, eseguito per recuperare una più autentica leggibilità dei colori e delle decorazioni eseguite a mano dal pittore. In passato l'opera era stata restaurata già tre volte, nel 1880-1881, nel 1916 e, infine, nel 1976 quando aveva subito un attacco vandalico da parte di uno squilibrato.  
Durante il restauro del 1976 fu confermato che l'opera doveva originariamente essere montata su una predella che la rendeva più larga di 293 cm, la sua misura attuale. Dopo il restauro dei pannelli per restituire al polittico la sua originale larghezza, è stata fatta una ricerca apposita sul nuovo supporto che lo avrebbe ospitato, e la decisione dei ricercatori è stata di limitarsi a inframezzare i pannelli con listelli dorati che rendano l'opera di dimensioni simili a quella originale.

## Descrizione e stile
La pala è in condizioni buone per la maggior parte degli scomparti, nonostante la predella andata perduta. Ha cinque scomparti, ciascuno dotato di uno scomparto superiore e di una cuspide dipinta, con le parti centrali di maggiori dimensioni.

### Registro principale
Al centro si trova la Madonna col Bambino a mezza figura (come tutti gli altri santi), che attrae immediatamente l'attenzione per il velo sontuoso, di un raffinatissimo broccato d'oro con motivi blu, in cui i quadrilobi si susseguono deformandosi per effetto delle pieghe; esso è foderato di pelliccia di scoiattolo grigio dalla tipica forma a vaio con code di visone attaccate. Maria guarda il figlio con tenerezza mentre egli, con una tranquilla confidenza, le poggia una mano sulla spalla e le afferra un lembo del velo. Il gioco degli sguardi, tenero e realistico, lega tra loro le figure instaurando un dialogo muto e intenso, secondo quella che è una delle componenti fondamentali dell'arte di Pietro. Le spalle di Maria si avvitano elegantemente per bilanciare il peso del figlio, ricreando un effetto tipico delle sculture di Giovanni Pisano. 
I santi degli scomparti inferiori sono, da sinistra, Donato, Giovanni Evangelista, Giovanni Battista e Matteo. Il Battista come tipico della sua iconografia indica Cristo, alludendo al suo annuncio dell'arrivo del Salvatore, ma il pittore gli fa utilizzare il pollice teso invece dell'indice, un gesto originalissimo che poi riutilizzò in altre opere. È stato notato come il disporsi dei santi sia legato da leggere variazioni ritmiche delle inclinazioni dei busti, delle teste e degli sguardi, con una sorta di linea continua che sale e scende all'altezza delle braccia dei personaggi, grazie alle falcate ampie e morbide dei panneggi che si aprono e si chiudono a valva di conchiglia. Sopra gli archi di questi santi compaiono coppie di angeli con le ali che si toccano riempiendo, con un ritmo dosato, gli spicchi disponibili e congiungendo fluidamente questi settori. 
Dal punto di vista stilistico nella pala si colgono sia richiami delle eleganze di Duccio di Buoninsegna, maestro ideale di Pietro, sia alla salda spazialità di Giotto, come dimostra il variato disporsi nello spazio dei santi, evitando una frontalità rigida.

### Registri superiori
Se la parte inferiore mostra una trama tesa soprattutto in orizzontale, quella superiore, con la forma aguzza delle cuspidi, suggerisce invece un andamento verticale. I santi a mezzo busto che, accoppiati, si affacciano dagli archetti divisi da colonnine sono (da sinistra): Giovanni, Paolo martire, Vincenzo, Luca, Jacopo maggiore, Jacopo minore, Marcellino e Agostino. Tra gli archetti di ciascuno scomparto compare un profeta entro un tondo. Sia i profeti sia Luca, che ritrasse Maria, hanno lo sguardo rivolto al pannello centrale con l'Annunciazione, sopra la Madonna col Bambino. Questa scena mostra un'altra delle caratteristiche tipiche di Pietro, cioè quella di usare la struttura del dipinto per disegnare l'architettura dello sfondo. La stanza di Maria ha infatti i pilastri sui bordi del riquadro, mentre il pilastro centrale regge idealmente gli archetti dorati della cornice, tra i quali fa capolino la testa del Padre Eterno, ritratto in una ieratica frontalità. 
La stanza di Maria è spiccatamente tridimensionale: essa siede nell'angolo posteriore su una sorta di cassapanca, mentre riceve la visita dell'angelo che si inginocchia davanti ad essa. In alto, dove è rappresentata una minuscola loggia con colonnine che gira attorno a peristilio (realizzato con una minuzia da miniatore) la colomba dello Spirito Santo attraversa una finestra per arrivare a Maria, inviata dalla mano benedicente di Dio che compare da una nuvola a sinistra.
In alto infine si trovano altre quattro sante (Reparata, Caterina d'Alessandria, Orsola e Agata) e l'Assunzione della Vergine, che segna la conclusione trionfale della biografia della Vergine mentre sale a ritrovare il figlio in Paradiso. Essa vi è rappresentata entro una mandorla di serafini, vestita di bianco e frontale, con le gambe che sono proiettate in avanti rompendo la staticità bizantina dell'iconografia tradizionale.